# Bánh phu thê

Bánh phu thê làm lễ vật ăn hỏi ở Hà Nội.

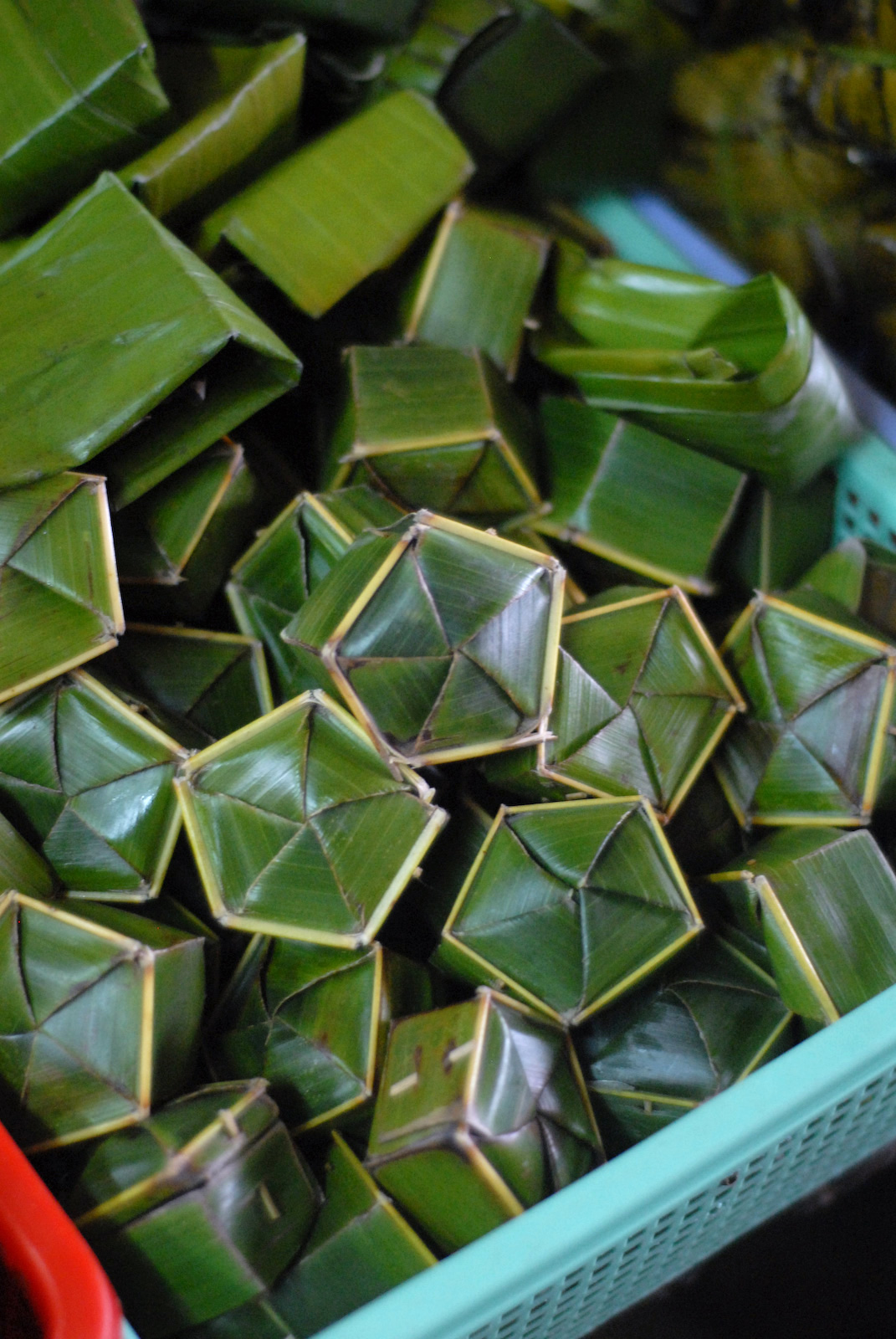
Bánh phu thê với lá gói truyền thống ở Huế.

Bánh phu thê (hay được gọi chệch là bánh su sê hoặc bánh xu xê) là một loại bánh ngọt cổ truyền của Việt Nam. Đình Bảng là nơi gắn bó với phát tích của triều Lý và là nơi đầu tiên làm ra loại bánh này.

## Giới thiệu
Theo truyền thuyết, tên bánh là do vua Lý Anh Tông đặt.
| “                                      | ...Bánh xu xê. Cái tên kỳ khôi này ở đâu mà ra? Thứ bột vàng và trong như hổ phách ấy, dẻo và quánh dưới hàm răng, là một thứ bánh rất ngon. Dù sao, cũng là một thứ bột thẳng thắn, vì nó dễ cho ta đoán trước để mà thèm thuồng những cái ngon ngọt hơn ẩn náu bên trong. Qua cái màu vàng óng ánh ấy, màu trắng của sợi dừa và màu vàng nhạt của đậu thêm một sắc nóng ấm và thân mật. Tôi bao giờ cũng ưa thức ăn nào có một hình sắc đẹp đẽ cái đẹp lúc trông ngắm giúp nhiều cho cái thưởng thức lúc ăn lắm. | ” |
| — Thạch Lam, Hà Nội băm sáu phố phường | |   |

## Nguyên liệu và quy trình thực hiện
Để làm bánh, người ta phải chọn loại gạo nếp cái hoa vàng thơm ngon. Gạo đem vo sạch, để ráo nước và dùng cối giã chứ không được xay bằng máy. Sau đó, lọc lấy tinh bột gạo. Một cân gạo nếp cái hoa vàng thường chỉ lấy được 4 lạng tinh bột. Bột lọc đó lại đem xay cho thật nhuyễn rồi phơi hoặc sấy khô để qua 15 ngày mới đem ra làm bánh, nếu làm ngay thì bánh sẽ nát.
Nhân bánh là đỗ xanh ngâm kỹ đãi sạch vỏ. Đem hấp chín, nghiền mịn, thắng với đường và trộn lẫn vài sợi dừa đã được nạo nhỏ. Khi ăn, bánh thường được cắt làm bốn nên trong nhân bánh 4 hạt sen được đặt ở 4 góc.
Khi bóc chiếc bánh ra ta sẽ thấy bánh có màu vàng ươm trong suốt nhìn rõ những sợi dừa nạo nhỏ rắc lẫn bên trong trông thật hấp dẫn. Màu vàng của vỏ bánh được tạo thành từ hoa/quả dành dành. Người làm bánh đem hoa dành dành phơi khô, khi nào làm bánh thì ngâm vào nước sôi để chiết xuất nước có màu vàng, lấy nước này trộn vào bột để tạo màu bánh.
Theo truyền thống bánh được gói bằng hai thứ lá. Bên trong là lớp lá chuối chống dính, ngoài cùng lá lớp lá dừa, tuy trên tráp ăn hỏi có thể bánh được đặt trong hộp giấy màu đỏ. Luộc bánh tốt nhất là luộc bằng bếp củi đun vừa lửa.

## Sử dụng
Ở nhiều nơi tại Việt Nam bánh được sử dụng như một lễ vật đựng trong các tráp ăn hỏi. Trong đám cưới người ta cũng dùng bánh này làm món tráng miệng.

## Món tương tự
Mizubotan (nihongo: 水ぼたん）là loại bánh chứa nhân mứt đậu trắng trộn màu thực phẩm đỏ cho màu hồng phớt. Lớp vỏ của nó làm từ tinh bột nếp hay bột sắn dây.